# MVアグスタ 350イポテージ
MVアグスタ 350イポテージ（MV Agusta 350 Ipotesi、"Ipotesi" は「仮説」「理論」の意）は、イタリアのメーカー、MVアグスタが1975年から1977年にかけて製造したスポーツバイク。このオートバイは従来のMVアグスタ 350Bをもとに、イタリアのデザイナー、ジョルジェット・ジウジアーロがデザインした。1,991台のスポーツモデル 350Sと、350台のツーリングモデル 350 GTが生産された。

## 背景
1971年にドメニコ・アグスタ伯爵が死去すると、MVアグスタの財務状況は低価格で高品質の日本製オートバイとの競争や、引き続く労使問題によって急速に悪化していた。イタルデザイン・ジウジアーロのジョルジェット・ジウジアーロ（以前、スズキ・RE-5をデザインしていた）が、中量級オートバイにおけるMVの競争力を強化する、魅力的で、より近代的なデザインを作り出すことを請け負った。プロトタイプには印象的な水平のラインと、シャープな輪郭が与えらた。コンセプトマシンは1973年のミラノEICMAモーターサイクル・ショーで初展示された。

## 特徴
350 Bモデルから開発された、350 cc 4ストローク OHV 並列2気筒エンジンは、全体のデザインに合致するように新しいクランクケースカバーが採用された。角張ったシリンダーヘッドも、マシンの水平のラインと一致し、当時の最先端のコンセプトを完成させた。最大出力は27 hp (20 kW) / 7,800 rpmから34 hp (25 kW) / 8,500 rpmに増強された。
新設計のフレームは、従来の鋼管鋼板併用のものから全鋼管タイプとなった。タンク、シート、サイドカバーも一新された。シートの後端にはリアフェンダーが取り付けられ、サイドカバーはエンジンの空冷フィンを模したスロットが設けられた。
フロントダブル、リアシングルのスカラブ製ディスクブレーキが取り付けられた。チェリアーニ式フォークとアルミホイールも採用された。トリプルディスクブレーキとアルミホイールを採用した最初のイタリア製オートバイだった。
オプションとしてフルカウルも用意された。

## 350イポテージGT

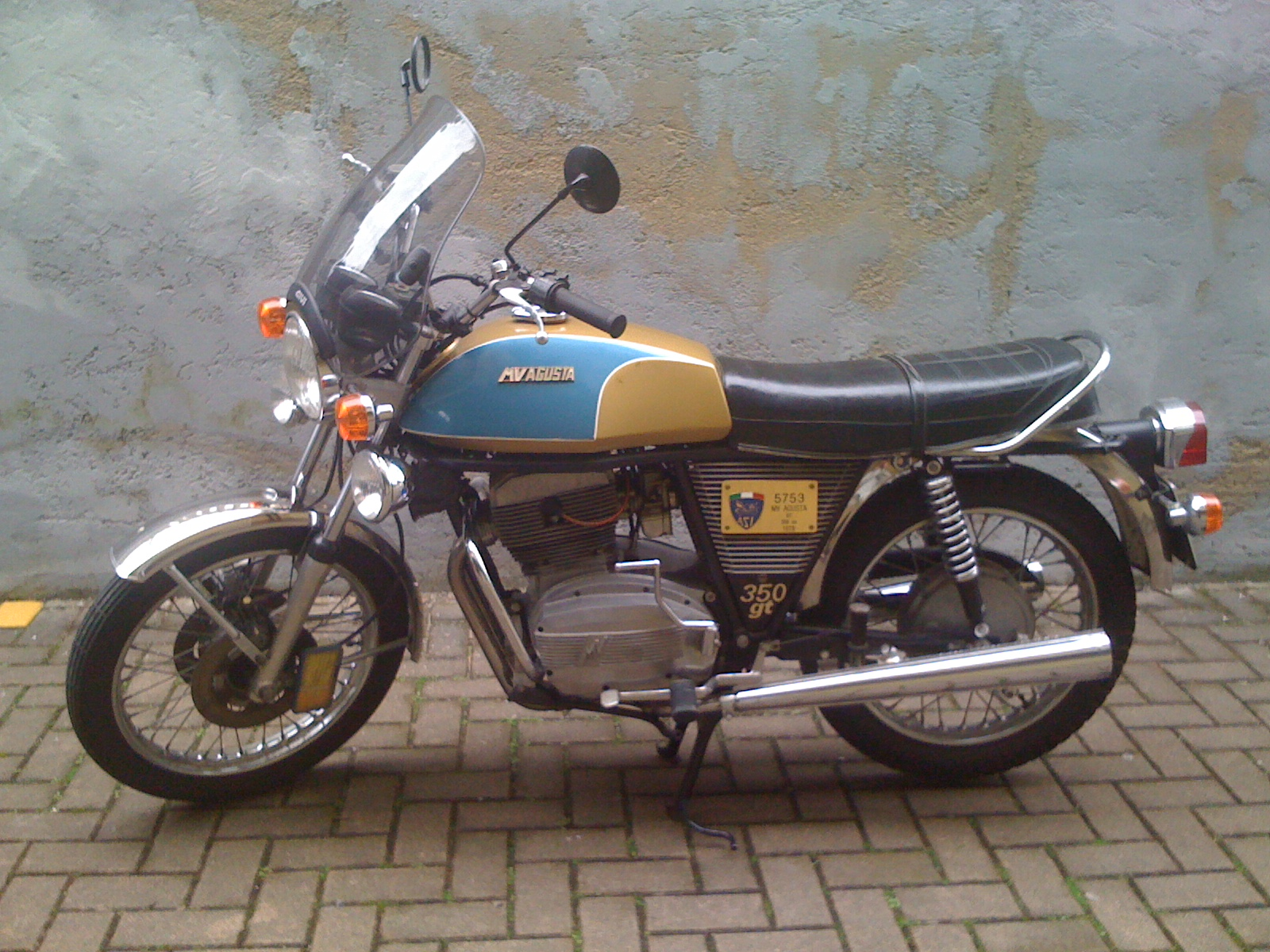
MVアグスタ 350イポテージGT

350イポテージ・トゥリスモとしても知られる350イポテージGTも製造された。一般的なリアシートと、独立したリアフェンダー、高く持ち上がったハンドルバーが採用されている。スポーツモデルの塗装されたものと対象的に、フェンダーと排気管はクロームメッキ仕上とされた。また、形状の異なるタンクが取り付けられ、金色と青に塗り分けられた。
フロントのダブルディスクはそのままだったが、リアブレーキはドラムブレーキに変更された。ホイールもスポークホイールに変更された。

## ハンセン・ウント・シュナイダーのスペシャルモデル
ドイツのMVアグスタ輸入業者であるハンセン・ウント・シュナイダーは、1970年代なかばにMVアグスタのオートバイの製造権を取得した。同社は2種類のイポテージの500 ccモデルを製造した。
- MVアグスタ 500 S（1976-77）：350 ccエンジンのボアを75 mmに拡大して排気量を472 ccとして、53 hp (40 kW)を8,900 rpmで発生した。タイヤもより大きなものに変更され、フロントが3.00x18、リアが3.50x18とされた[13]。オプションで43 hp (32 kW) / 8,200 rpmにデチューンしたものも用意された[8]。

- MVアグスタ 500 SS（1977）：特注で作られたレース用モデル。このマシンでは11,000 rpmで66 hp (49 kW)を発揮するDOHCエンジンを搭載して、完全に作り変えられた。サンプルとして5台が製造された[13]。

## 書誌情報
- Colombo, Mario; Patrignani, Roberto (2000) (ドイツ語). MV Agusta (Aufl ed.). Motorbuch-Verl. ISBN 978-3613014169
- Schwab, Ulrich (1987) (ドイツ語). Motorräder : 1970-1987; Typen, Daten u. Preise in Deutschland (1. Aufl ed.). Motorbuch-Verlag. ISBN 9783613011724
- Walker, Mick (1998) (英語). Mick Walker's Italian Racing Motorcycles. Redline Books. ISBN 9780953131112
- Motorrad Katalog 1977. Motorpresse, München. (1977)